# Vicki
Vicki is een film noir uit 1953 onder regie van Harry Horner. De film is een remake van I Wake Up Screaming (1941), die zelf is gebaseerd op het gelijknamige boek van Steve Fisher.

## Verhaal
Vicki Lynn is een beroemd supermodel dat op een dag dood wordt aangetroffen in haar appartement in New York. Detective Ed Cornell besluit de zaak op zich te nemen en ondervraagt haar manager Steve Christopher en zus Jill. Steve vertelt hem dat hij haar een aantal maanden terug ontmoette, toen ze nog werkte als serveerster. Hij belooft haar te zorgen voor een grote doorbraak en regelt een ontmoeting met de bekende acteur Robin Ray. Ze groeide al snel uit tot een bekend model en leidde ondertussen een zorgeloos leventje.
Volgens Jill veranderde Vicki twee dagen voor haar overlijden. Ze was die avond erg nerveus, omdat ze aan Steve moest vertellen dat ze niet meer voor hem wil werken. Er is haar namelijk een grote filmrol aangeboden in Hollywood en ze was enthousiast deze te accepteren. Steve is boos als hij het nieuws hoort, omdat hij veel werk in haar heeft geïnvesteerd. Ook Jill kan Vicki op dat moment niet uitstaan, omdat Vicki haar ervan beschuldigd verliefd te zijn op Steve.
Detective McDonald vraagt haar of Vicki omging met andere mannen, waarna Jill zich herinnert dat haar zus regelmatig bezocht werd door een mysterieuze man. Ze is gechoqueerd als ze hem herkent als detective Cornell. Voordat zij de kans heeft dit te vertellen, dwingt Cornell haar te vertellen over haar autorit met Vicki en Steve. Hij is ervan overtuigd dat Steve de moordenaar is, omdat hij in het appartement aanwezig was toen Jill haar zus er dood aantrof.
Jill en Steve worden vrijgelaten wanneer een conciërge in het gebouw waar Vicki woonde, Harry Williams is vermist. De politie-agenten vermoeden dat hij de moordenaar is en beginnen een zoektocht. Cornell is er echter nog steeds van overtuigd dat Steve de dader is en verzekert hem dat hij op de elektrische stoel zal belanden. De volgende dag blijkt dat Harry op bezoek was bij zijn ouders op de avond van de moord. Hierna zijn Steve en Robin de hoofdverdachten. Robin geeft toe dat hij een hekel aan haar kreeg nadat zij hem uitlachte toen hij toegaf verliefd op haar te zijn. Hij wordt echter vrijgelaten, omdat hij ook een alibi heeft.
Ondertussen vindt Jill een brief die Steve naar Vicki schreef, waarin staat dat hij haar "uit de weg wil". Ze is niet zeker wat hij hiermee bedoelt en confronteert hem ermee. Cornell houdt zich ondertussen schuil en arresteert Steve, nadat hij hoort wat er in de brief staat. Jill weet niet wat ze moet doen en slaat Cornell bewusteloos. Hierna helpt ze Steve ontsnappen en geeft toe dat ze van hem houdt. Ze komt er niet veel later achter dat Harry de moordenaar wel moet zijn en schakelt de hulp van de politie in om hem in de val te lokken. Uiteindelijk biecht Harry de waarheid op en geeft toe dat hij de dader is.
Hierbij vertelt hij ook dat Cornell op de hoogte was van het feit dat hij de dader was, maar hem desondanks liet gaan. Steve is razend en confronteert Cornell bij zijn huis. Cornell biecht op dat hij smoorverliefd was op Vicki en beschuldigt hem ervan dat hij geen kans maakte haar vriend te worden. Hij smeekt Steve om hem neer te schieten, maar hij kan dit niet doen. In plaats daarvan wordt Cornell gearresteerd. Steve wordt herenigd met Jill.

## Rolbezetting
| Acteur           | Personage            |
| ---------------- | -------------------- |
| Jeanne Crain     | Jill Lynn            |
| Jean Peters      | Vicki Lynn           |
| Elliott Reid     | Steve Christopher    |
| Richard Boone    | Luitenant Ed Cornell |
| Max Showalter    | Larry Evans          |
| Alexander D'Arcy | Robin Ray            |
| Carl Betz        | Detective McDonald   |
| Aaron Spelling   | Harry Williams       |